# Гозек
Гозек (нім. Goseck) — громада в Німеччині, розташована в землі Саксонія-Ангальт. Входить до складу району Бургенланд. Складова частина об'єднання громад Унструтталь.
Площа — 14,57 км2. Населення становить 1016 ос. (станом на 31 грудня 2021).

## Галерея

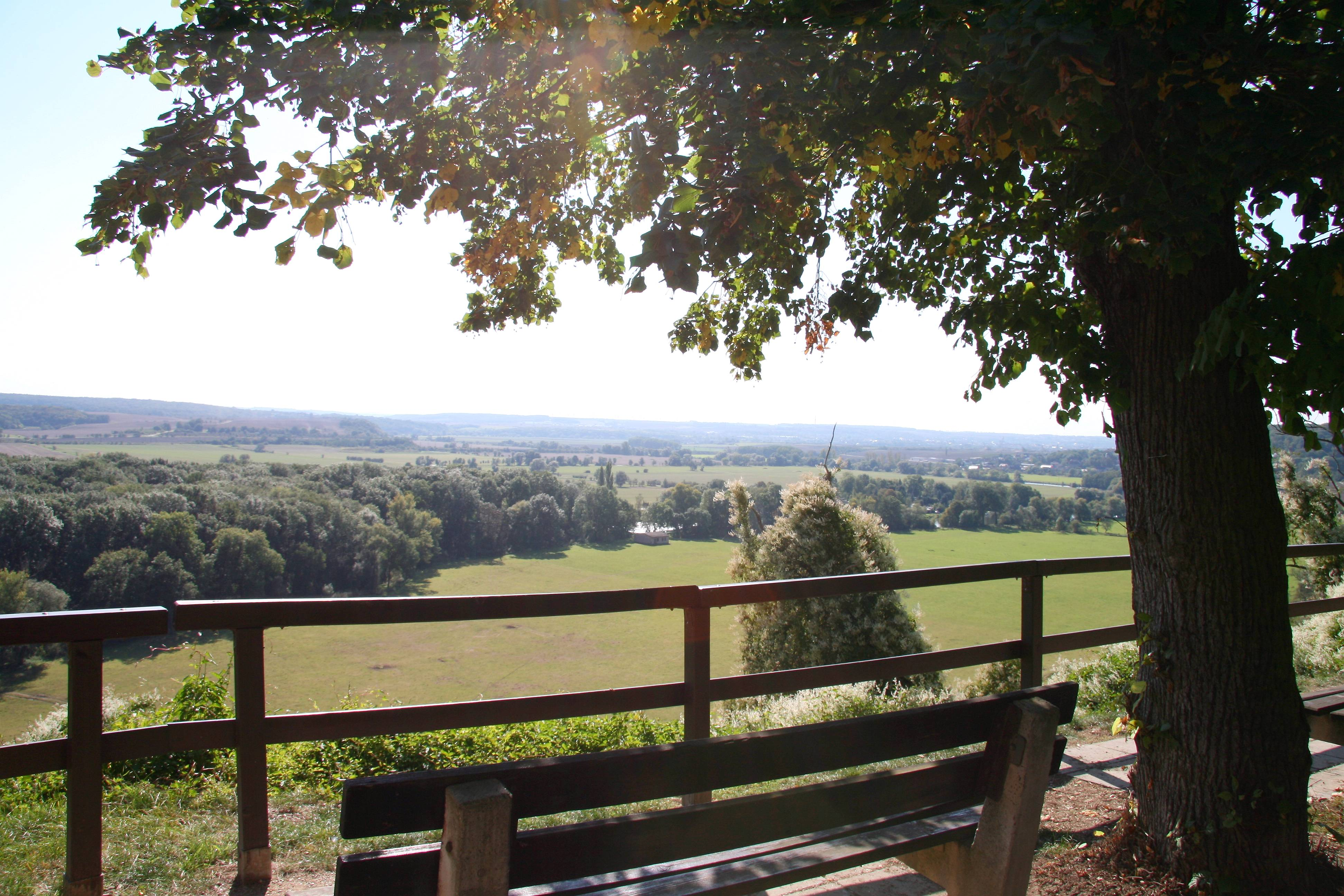